# Ganglion cervicale medium

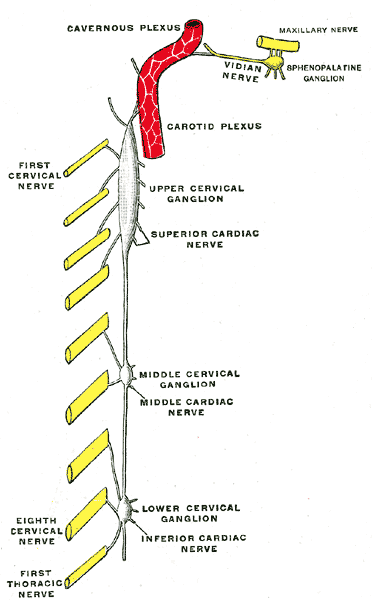
Schema der Halsganglien

Das Ganglion cervicale medium (mittleres Halsganglion) ist eine in den Halsteil des Sympathikus eingeschobene, knotenförmige Ansammlung von Nervenzellen (Ganglion). Es ist beim Menschen das kleinste Halsganglion und liegt am 5. Halswirbel, kann aber auch fehlen oder in das Ganglion cervicale inferius integriert sein. Seine Fasern stammen aus den Rückenmarksegmenten Th3 bis Th 7. bei Tieren meist im Brusteingang zwischen dem ersten Rippenpaar. Bei einigen Tierarten (z. B. Schwein) ist es inkonstant, kommt also nicht bei allen Individuen vor, bei Pferden ist es nur selten ausgebildet.
Das Ganglion cervicale medium bezieht sympathische Fasern vom Ganglion stellatum über die Ansa subclavia. Von ihm setzen sie sich als Grenzstrang (Truncus sympathicus) zum Ganglion cervicale superius (bzw. craniale) fort. Bei den meisten Säugetieren ist dieser sympathische Halsstrang mit dem 10. Hirnnerven (Nervus vagus) von einer gemeinsamen Epineuralscheide umhüllt (Truncus vagosympathicus). Außerdem ziehen vom Ganglion cervicale medium auch sympathische Fasern zum Herz (Nervus cardiacus cervicalis medius).